# Copa Hwaebul
La Copa Hwaebul o también escrita como Copa  (en coreano: 홰불, significa Antorcha) es la copa de fútbol a nivel de clubes más importante de Corea del Norte y es organizada por la Asociación de Fútbol de Corea del Norte, la cual se juega por el Día de la Juventud (28 de agosto), uno de los días de fiesta más importantes en el país.

## Historia
La copa fue creada en 2013, inicia en julio y termina en agosto y consta de dos etapas: la primera se dividen en dos grupos y se enfrentan todos contra todos, donde los dos mejores equipos de cada grupo avanzan a las semifinales. Todos los partidos se juegan en la capital Pyongyang, aunque no siempre en el mismo estadio.
La final se juega el 28 de agosto a partido único.

## Ediciones anteriores
- 2013: 4.25 SC[3]
- 2014: 4.25 SC[4]
- 2015: 4.25 SC[5]
- 2016: 4.25 SC[6]
- 2017: Sobaeksu[7]
- 2018: Ryomyong[8]
- 2019: Ryomyong[9]
- 2020: Resultado desconocido
- 2021: 4.25 SC[10]
- 2022: Rimyongsu[11]
- 2023: Amnokgang[12]
- 2024: 4.25 SC[13]

## Títulos por equipo
| Club             | Títulos | Último |
| ---------------- | ------- | ------ |
| 4.25 Sports Club | 6       | 2024   |
| Ryomyong         | 2       | 2019   |
| Amnokgang        | 1       | 2023   |
| Rimyongsu        | 1       | 2022   |
| Sobaeksu SC      | 1       | 2017   |